# Académie brabançonne
L'Académie brabançonne est une association d'artistes belges.

## Histoire
Elle est fondée en 1932 à Bruxelles sous l'impulsion du plasticien Marc Antoine. La première exposition eut lieu en mars 1932 à la galerie Georges Giroux à Bruxelles. L'association s'oppose manifestement à l'amateurisme dans les arts visuels.
En 1933, elle fusionne avec l'association d'artistes L'Art Libre. Ils participent ensemble au Salon 1933 à Gand.

## Membres
La composition peu après la fusion était la suivante :
- Directeur : Edgard Tygat
- Secrétaire L'Art Libre : Arthur Schön
- Membres : Gustave Balenghien, Jean Brusselmans, Albert Daeye, Charles De Coorde, Anne-Pierre De Kat, Paul Delvaux, Léandre Grandmoulin, Victor Hageman, Lucien Hoffman, Marie Howet, Mayou Iserentant, Georges Latinis, Dolf Ledel, Paul Maas, Willem Paerels, Henri Puvrez, Ramah, Fernand Schirren, Arthur Schön, Marie Sterckmans, Michel Sterckmans, War Van Overstraeten, Adolphe Wansart et Fernand Wéry.